# Елзенфелд
Елзенфелд (њем. Elsenfeld) град је у њемачкој савезној држави Баварска. Једно је од 32 општинска средишта округа Милтенберг. Према процјени из 2010. у граду је живјело 8.893 становника. Посједује регионалну шифру (AGS) 9676121.

## Географски и демографски подаци
Елзенфелд се налази у савезној држави Баварска у округу Милтенберг. Град се налази на надморској висини од 123 метра. Површина општине износи 24,4 km². У самом граду је, према процјени из 2010. године, живјело 8.893 становника. Просјечна густина становништва износи 365 становника/km².